# Marie-Thérèse Sanchez-Schmid

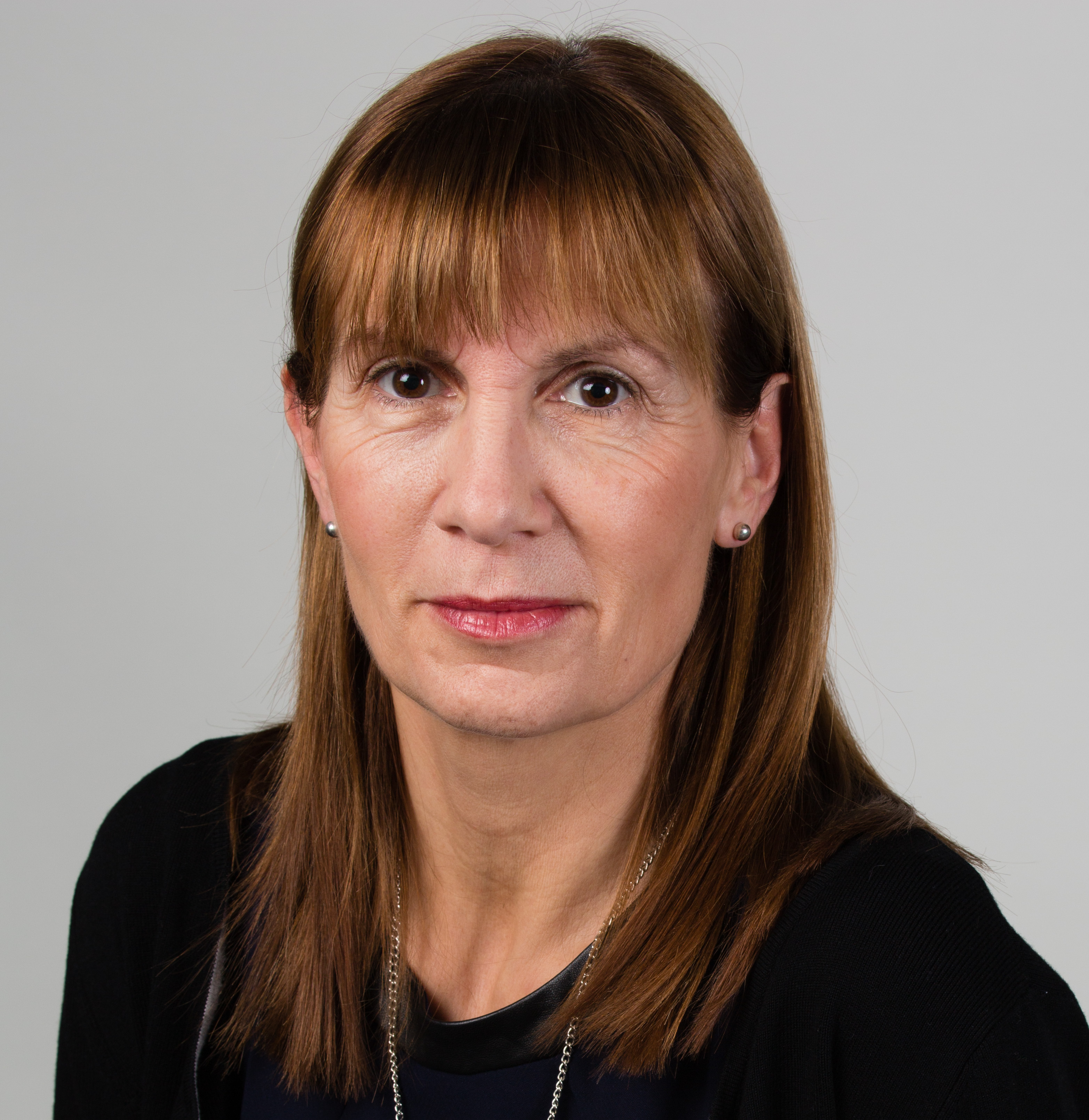
Marie-Thérèse Sanchez-Schmid

Marie-Thérèse Sanchez-Schmid (* 15. November 1957 in Perpignan) ist eine französische Politikerin der Union pour un Mouvement Populaire.

## Leben
Sanchez-Schmid studierte Anglistik auf Lehramt. Nach ihrem Studium arbeitete sie als Lehrerin für Englisch. Sanchez-Schmid ist seit 2009 Abgeordnete im Europäischen Parlament.

## EU-Abgeordnete
Sanchez-Schmid ist Mitglied in der Fraktion der Europäischen Volkspartei (Christdemokraten).
In der Periode 2009 bis 2014 ist sie Mitglied im Ausschuss für Kultur und Bildung und in der Delegation für die Beziehungen zu Südafrika.
Als Stellvertreterin ist sie im Ausschuss für regionale Entwicklung, in der Delegation für die Beziehungen zu den Maschrik-Ländern, in der Delegation in der Paritätischen Parlamentarischen Versammlung AKP-EU und in der Delegation in der Parlamentarischen Versammlung der Union für den Mittelmeerraum.